# Kommunistische Jugendinternationale
Die Kommunistische Jugendinternationale (KJI, auch KIM, abgeleitet von russ. КИМ für Коммунистический интернационал молодёжи) wurde 1919 als Vereinigung aller kommunistischen Jugendverbände der Welt gegründet. Sie war eine Sektion der Komintern und bestand bis 1943. Die KJI hielt 1919, 1921, 1922, 1924, 1928 und 1935 Weltkongresse ab. Als ihre Ziele wurden die Festigung des proletarischen Internationalismus und die Solidarität der Arbeiterjugend gegen Ausbeutung und Krieg erklärt.
Ab 1919 unterhielt die KJI in Berlin den Verlag der Jugendinternationale.

## Kongresse
| Kongress | Datum                              |
| -------- | ---------------------------------- |
| I.       | 20. bis 26. November 1919          |
| II.      | 9. bis 23. Juli 1921               |
| III.     | 4. bis 16. Dezember 1921           |
| IV.      | 5. bis 25. Juni 1924               |
| V.       | 20. August bis 18. September 1928  |
| VI.      | 25. September bis 11. Oktober 1935 |